# Llista de topònims de Muntanyola
Llista de topònims (noms propis de lloc) del municipi de Muntanyola, a Osona
Informació actualitzada per un bot. Els canvis manuals es perdran quan s'actualitzi!

## capella
| imatge | Nom                           | Ubicat a   | instància de | Detalls                                       | coordenades                                                                            | Protecció                                  | Commons (més fotos) | Dades a WD                    |
| ------ | ----------------------------- | ---------- | ------------ | --------------------------------------------- | -------------------------------------------------------------------------------------- | ------------------------------------------ | ------------------- | ----------------------------- |
|        | Sant Genís de Caraüll         | Muntanyola | capella      | Estil: arquitectura neoclàssica Estat: ruïnós | 41° 55′ 28″ N, 2° 06′ 19″ E / 41.924346°N,2.105171°E                                   | bé integrant del patrimoni cultural català |                     | Modifica les dades a Wikidata |
|        | capella de la Sagrada Família | Muntanyola | capella      |                                               | 41° 53′ 56″ N, 2° 11′ 03″ E / 41.89899°N,2.18417°E ca:Mas Aliberch. Zona de l'Aliberch |                                            |                     | Modifica les dades a Wikidata |

## casa
| imatge | Nom                         | Ubicat a   | instància de | Detalls | coordenades                                                              | Protecció | Commons (més fotos) | Dades a WD                    |
| ------ | --------------------------- | ---------- | ------------ | ------- | ------------------------------------------------------------------------ | --------- | ------------------- | ----------------------------- |
|        | Can Güell                   | Muntanyola | casa         |         | 41° 53′ 35″ N, 2° 11′ 25″ E / 41.89303°N,2.19017°E ca:Zona del Vilardell |           |                     | Modifica les dades a Wikidata |
|        | Can Riera dels Assençaments | Muntanyola | casa         |         | 41° 53′ 35″ N, 2° 11′ 04″ E / 41.89311°N,2.18435°E ca:Zona del Vilardell |           |                     | Modifica les dades a Wikidata |

## castell
| imatge | Nom                   | Ubicat a   | instància de  | Detalls                      | coordenades                                       | Protecció                                            | Commons (més fotos)            | Dades a WD                    |
| ------ | --------------------- | ---------- | ------------- | ---------------------------- | ------------------------------------------------- | ---------------------------------------------------- | ------------------------------ | ----------------------------- |
|        | Castell de Muntanyola | Muntanyola | castell masia | Estil: arquitectura popular  | 41° 52′ 43″ N, 2° 10′ 09″ E / 41.8787°N,2.16912°E | bé d'interès cultural bé cultural d'interès nacional | Castell de Muntanyola          | Modifica les dades a Wikidata |
|        | Castell de Múnter     | Múnter     | castell       | Estil: arquitectura romànica | 41° 52′ 41″ N, 2° 12′ 58″ E / 41.878°N,2.21623°E  | bé d'interès cultural bé cultural d'interès nacional | Castell de Múnter (Muntanyola) | Modifica les dades a Wikidata |

## curs d'aigua
| imatge | Nom              | Ubicat a                                  | instància de | Detalls                                | coordenades                                                                                              | Protecció | Commons (més fotos) | Dades a WD                    |
| ------ | ---------------- | ----------------------------------------- | ------------ | -------------------------------------- | --- | --------- | ------------------- | ----------------------------- |
|        | Mèder            | Muntanyola Santa Eulàlia de Riuprimer Vic | curs d'aigua | Desemboca: Gurri Llarg: 14.5km         | 41° 53′ 29″ N, 2° 09′ 00″ E / 41.891481°N,2.14987°E 41° 55′ 32″ N, 2° 16′ 00″ E / 41.925422°N,2.266696°E |           | Mèder River         | Modifica les dades a Wikidata |
|        | riera de Postius | l'Estany Muntanyola Santa Maria d'Oló     | curs d'aigua | Desemboca: canal de la Vila Llarg: 6km | 41° 53′ 34″ N, 2° 07′ 35″ E / 41.8928°N,2.12642°E                                                        |           |                     | Modifica les dades a Wikidata |

## entitat singular de població
| imatge | Nom                  | Ubicat a   | instància de                                                                   | Detalls | coordenades                                                                  | Protecció | Commons (més fotos) | Dades a WD                    |
| ------ | -------------------- | ---------- | ------------------------------------------------------------------------------ | ------- | ---------------------------------------------------------------------------- | --------- | ------------------- | ----------------------------- |
|        | Muntanyola           | Muntanyola | entitat singular de població capital municipal ens local històric de Catalunya | 616 hab | 41° 52′ 49″ N, 2° 10′ 47″ E / 41.88027777777778°N,2.1797222222222223°E       |           |                     | Modifica les dades a Wikidata |
|        | Múnter               | Muntanyola | entitat singular de població ens local històric de Catalunya                   | 40 hab  | 41° 52′ 38″ N, 2° 12′ 51″ E / 41.8773567974377°N,2.21409305338076°E 627 msnm |           |                     | Modifica les dades a Wikidata |
|        | Rústiques Muntanyola | Muntanyola | entitat singular de població                                                   | 56 hab  | 41° 51′ 21″ N, 2° 10′ 29″ E / 41.85574875°N,2.17461831°E 946 msnm            |           |                     | Modifica les dades a Wikidata |

## església
| imatge | Nom                                      | Ubicat a   | instància de     | Detalls                     | coordenades                                                                                            | Protecció                                  | Commons (més fotos)                      | Dades a WD                    |
| ------ | ---------------------------------------- | ---------- | ---------------- | --------------------------- | --- | ------------------------------------------ | ---------------------------------------- | ----------------------------- |
|        | Mare de Déu de la Sort                   | Muntanyola | església capella |                             | 41° 52′ 18″ N, 2° 13′ 23″ E / 41.8716540223669°N,2.22314047604086°E ca:Mas Comelles de Múnter.         |                                            |                                          | Modifica les dades a Wikidata |
|        | Sant Esteve de Múnter                    | Múnter     | església         |                             | 41° 52′ 43″ N, 2° 12′ 47″ E / 41.878521°N,2.213192°E ca:Múnter 612 msnm                                | bé integrant del patrimoni cultural català | Sant Esteve de Múnter                    | Modifica les dades a Wikidata |
|        | Sant Genís Nou                           | Muntanyola | església capella | Estat: ruïnós               | 41° 55′ 15″ N, 2° 05′ 53″ E / 41.9209441444866°N,2.09818358249148°E ca:Zona del Pla del Vilar 573 msnm |                                            |                                          | Modifica les dades a Wikidata |
|        | Sant Quirze i Santa Julita de Muntanyola | Muntanyola | església         | Estil: barroc 1732          | 41° 52′ 42″ N, 2° 10′ 39″ E / 41.8783°N,2.1775°E ca:Muntanyola 807 msnm                                | bé integrant del patrimoni cultural català | Sant Quirze i Santa Julita de Muntanyola | Modifica les dades a Wikidata |
|        | capella de Sant Pere                     | Muntanyola | església capella | Estil: arquitectura popular | 41° 52′ 44″ N, 2° 10′ 09″ E / 41.878757°N,2.169042°E ca:El Castell de Muntanyola                       | bé integrant del patrimoni cultural català |                                          | Modifica les dades a Wikidata |

## font
| imatge | Nom                | Ubicat a   | instància de | Detalls | coordenades                                                                                     | Protecció | Commons (més fotos) | Dades a WD                    |
| ------ | ------------------ | ---------- | ------------ | ------- | ----------------------------------------------------------------------------------------------- | --------- | ------------------- | ----------------------------- |
|        | font de l'Aliberch | Muntanyola | font         |         | 41° 53′ 57″ N, 2° 10′ 59″ E / 41.89929°N,2.18307°E ca:Zona de l'Aliberch                        |           |                     | Modifica les dades a Wikidata |
|        | font de la Riera   | Muntanyola | font         |         | 41° 53′ 11″ N, 2° 10′ 18″ E / 41.88632°N,2.17156°E ca:El Castell de Muntanyola                  |           |                     | Modifica les dades a Wikidata |
|        | font del Dalmau    | Muntanyola | font         |         | 41° 54′ 00″ N, 2° 10′ 27″ E / 41.8999596336819°N,2.17426567795459°E ca:El Castell de Muntanyola |           |                     | Modifica les dades a Wikidata |

## masia
| imatge | Nom                                  | Ubicat a   | instància de | Detalls                                  | coordenades | Protecció                                  | Commons (més fotos)     | Dades a WD                    |
| ------ | ------------------------------------ | ---------- | ------------ | ---------------------------------------- | --- | ------------------------------------------ | ----------------------- | ----------------------------- |
|        | Bellavista                           | Muntanyola | masia        |                                          | 41° 52′ 31″ N, 2° 11′ 32″ E / 41.8753949215799°N,2.19225637006627°E ca:Muntanyola                                       |                                            |                         | Modifica les dades a Wikidata |
|        | Cal Ros de Múnter                    | Muntanyola | masia        |                                          | 41° 52′ 53″ N, 2° 11′ 47″ E / 41.8815039610678°N,2.19645798439977°E ca:Múnter                                           |                                            |                         | Modifica les dades a Wikidata |
|        | Can Febrer                           | Muntanyola | masia        |                                          | 41° 52′ 25″ N, 2° 13′ 29″ E / 41.8735379460129°N,2.22469631360715°E ca:Múnter                                           |                                            |                         | Modifica les dades a Wikidata |
|        | Can Lleó                             | Muntanyola | masia        |                                          | 41° 53′ 44″ N, 2° 11′ 28″ E / 41.895576832026°N,2.1911988397533°E ca:Zona del Vilardell                                 |                                            |                         | Modifica les dades a Wikidata |
|        | Can Riera dels Acensaments           | Muntanyola | masia        |                                          | 41° 53′ 38″ N, 2° 11′ 24″ E / 41.893767166559°N,2.1900162279167°E                                                       |                                            |                         | Modifica les dades a Wikidata |
|        | Can Ros                              | Muntanyola | masia        |                                          | 41° 53′ 41″ N, 2° 10′ 57″ E / 41.8948261811604°N,2.18259680057116°E ca:Zona del Vilardell                               |                                            |                         | Modifica les dades a Wikidata |
|        | Casalot de Senties                   | Muntanyola | masia        |                                          | 41° 51′ 48″ N, 2° 08′ 28″ E / 41.8632078744432°N,2.14123847744358°E                                                     |                                            |                         | Modifica les dades a Wikidata |
|        | Caseta d'en Serra                    | Muntanyola | masia        |                                          | 41° 52′ 52″ N, 2° 10′ 09″ E / 41.8810398059436°N,2.16920179661784°E ca:El Castell de Muntanyola                         |                                            |                         | Modifica les dades a Wikidata |
|        | Clavegueres                          | Muntanyola | masia        |                                          | 41° 52′ 52″ N, 2° 13′ 21″ E / 41.8812150032432°N,2.2225184812909°E ca:Múnter                                            |                                            |                         | Modifica les dades a Wikidata |
|        | Comanovella                          | Muntanyola | masia        |                                          | 41° 55′ 16″ N, 2° 06′ 17″ E / 41.9210584247743°N,2.1047303734519°E ca:Zona del Pla del Vilar                            |                                            |                         | Modifica les dades a Wikidata |
|        | Comelles                             | Muntanyola | masia        | Estil: arquitectura popular              | 41° 52′ 19″ N, 2° 13′ 21″ E / 41.872079°N,2.222451°E ca:Múnter                                                          | bé integrant del patrimoni cultural català |                         | Modifica les dades a Wikidata |
|        | Dalmau                               | Muntanyola | masia        | Estil: arquitectura popular              | 41° 53′ 58″ N, 2° 10′ 28″ E / 41.899457°N,2.174367°E ca:El Castell de Muntanyola 668 msnm                               | bé integrant del patrimoni cultural català |                         | Modifica les dades a Wikidata |
|        | Dosrius                              | Muntanyola | masia        |                                          | 41° 52′ 42″ N, 2° 13′ 31″ E / 41.8782352957874°N,2.22541084278695°E ca:Múnter                                           |                                            |                         | Modifica les dades a Wikidata |
|        | Fontanelles                          | Muntanyola | masia        | Estat: ruïnós                            | 41° 51′ 54″ N, 2° 10′ 51″ E / 41.864880029657°N,2.1807417483154°E 897 msnm                                              |                                            |                         | Modifica les dades a Wikidata |
|        | Freixenet                            | Muntanyola | masia        |                                          | 41° 53′ 28″ N, 2° 10′ 50″ E / 41.8911917155389°N,2.18066627244818°E ca:El Castell de Muntanyola                         |                                            |                         | Modifica les dades a Wikidata |
|        | Matavaques                           | Muntanyola | masia        | Estil: arquitectura popular              | 41° 52′ 45″ N, 2° 13′ 32″ E / 41.879197°N,2.225571°E ca:Múnter                                                          | bé integrant del patrimoni cultural català | Matavaques (Muntanyola) | Modifica les dades a Wikidata |
|        | Mirallà                              | Muntanyola | masia        | 18th century                             | 41° 52′ 26″ N, 2° 11′ 23″ E / 41.8738541520237°N,2.18961253958116°E ca:Múnter-Muntanyola                                |                                            |                         | Modifica les dades a Wikidata |
|        | Miramarges                           | Muntanyola | masia        |                                          | 41° 53′ 34″ N, 2° 10′ 51″ E / 41.8926698895183°N,2.18081614176752°E ca:Zona del Vilardell                               |                                            |                         | Modifica les dades a Wikidata |
|        | Pardaltes                            | Muntanyola | masia        |                                          | 41° 55′ 06″ N, 2° 06′ 38″ E / 41.9184192418581°N,2.11049537239791°E                                                     |                                            |                         | Modifica les dades a Wikidata |
|        | Postius                              | Muntanyola | masia        |                                          | 41° 53′ 00″ N, 2° 07′ 56″ E / 41.883438194448°N,2.1322947241635°E ca:Zona de Puigcimós                                  |                                            |                         | Modifica les dades a Wikidata |
|        | Puigcarbó                            | Muntanyola | masia        | Estil: arquitectura popular 18th century | 41° 52′ 15″ N, 2° 08′ 52″ E / 41.870864°N,2.147779°E ca:Zona de la Vall                                                 | bé integrant del patrimoni cultural català |                         | Modifica les dades a Wikidata |
|        | Puigllat                             | Muntanyola | masia        | Estil: arquitectura popular              | 41° 52′ 38″ N, 2° 11′ 14″ E / 41.877239°N,2.187283°E ca:Muntanyola                                                      | bé integrant del patrimoni cultural català |                         | Modifica les dades a Wikidata |
|        | Serra-rica                           | Muntanyola | masia        | Estil: arquitectura popular              | 41° 52′ 21″ N, 2° 10′ 42″ E / 41.872609°N,2.178244°E ca:Muntanyola                                                      | bé integrant del patrimoni cultural català | Serra-rica (Muntanyola) | Modifica les dades a Wikidata |
|        | Soler                                | Muntanyola | masia        | Estil: arquitectura popular              | 41° 52′ 43″ N, 2° 12′ 44″ E / 41.878486°N,2.212335°E                                                                    | bé integrant del patrimoni cultural català | Soler (Muntanyola)      | Modifica les dades a Wikidata |
|        | Subiranes                            | Muntanyola | masia        | Estil: arquitectura popular              | 41° 51′ 40″ N, 2° 10′ 31″ E / 41.861175°N,2.175233°E                                                                    | bé integrant del patrimoni cultural català |                         | Modifica les dades a Wikidata |
|        | Terradelles                          | Muntanyola | masia        | Estil: arquitectura popular              | 41° 52′ 26″ N, 2° 09′ 20″ E / 41.873803°N,2.155453°E ca:Zona de la Vall                                                 | bé integrant del patrimoni cultural català |                         | Modifica les dades a Wikidata |
|        | Tresserra                            | Muntanyola | masia        |                                          | 41° 51′ 30″ N, 2° 09′ 29″ E / 41.858410371286°N,2.1579335193339°E                                                       |                                            |                         | Modifica les dades a Wikidata |
|        | Vilafort                             | Muntanyola | masia        |                                          | 41° 51′ 27″ N, 2° 09′ 34″ E / 41.8575867157944°N,2.159373266852°E ca:Zona de la Vall- Urbanització de Subirana          |                                            |                         | Modifica les dades a Wikidata |
|        | Vilardell                            | Muntanyola | masia        |                                          | 41° 53′ 14″ N, 2° 11′ 03″ E / 41.887325270649°N,2.18410267147504°E ca:Zona del Vilardell                                |                                            |                         | Modifica les dades a Wikidata |
|        | Vilavendrell                         | Muntanyola | masia        | Estil: arquitectura popular              | 41° 52′ 03″ N, 2° 10′ 18″ E / 41.8674°N,2.17166°E ca:Fontanelles-Subirana                                               | bé integrant del patrimoni cultural català |                         | Modifica les dades a Wikidata |
|        | capella de Sant Isidre al mas Dalmau | Muntanyola | masia        |                                          | 41° 53′ 58″ N, 2° 10′ 28″ E / 41.89933°N,2.17444°E ca:El Castell de Muntanyola                                          |                                            |                         | Modifica les dades a Wikidata |
|        | el Boix                              | Muntanyola | masia        |                                          | 41° 54′ 56″ N, 2° 06′ 02″ E / 41.91561741973°N,2.1005067581518°E ca:Zona del Pla del Vilar                              |                                            |                         | Modifica les dades a Wikidata |
|        | el Bosc                              | Muntanyola | masia        |                                          | 41° 52′ 46″ N, 2° 12′ 18″ E / 41.8794101644634°N,2.20490847196945°E ca:Múnter                                           |                                            |                         | Modifica les dades a Wikidata |
|        | el Camp                              | Muntanyola | masia        | Estil: arquitectura popular              | 41° 52′ 36″ N, 2° 12′ 38″ E / 41.876699°N,2.210513°E ca:Múnter                                                          | bé integrant del patrimoni cultural català | El Camp (Muntanyola)    | Modifica les dades a Wikidata |
|        | el Colomer                           | Muntanyola | masia        |                                          | 41° 52′ 44″ N, 2° 12′ 30″ E / 41.8788310717607°N,2.20843476465787°E ca:Múnter                                           |                                            |                         | Modifica les dades a Wikidata |
|        | el Forn del Guix                     | Muntanyola | masia        |                                          | 41° 52′ 46″ N, 2° 13′ 10″ E / 41.8795727457394°N,2.21941694592137°E                                                     |                                            |                         | Modifica les dades a Wikidata |
|        | el Mas                               | Muntanyola | masia        |                                          | 41° 53′ 29″ N, 2° 10′ 10″ E / 41.8913805823733°N,2.1693450502556°E ca:Castell de Muntanyola                             |                                            |                         | Modifica les dades a Wikidata |
|        | el Peleí                             | Muntanyola | masia        |                                          | 41° 53′ 19″ N, 2° 09′ 39″ E / 41.8886980924154°N,2.16088201484651°E ca:El Castell de Muntanyola                         |                                            |                         | Modifica les dades a Wikidata |
|        | el Pla del Vilar                     | Muntanyola | masia        |                                          | 41° 55′ 35″ N, 2° 06′ 43″ E / 41.9262577996165°N,2.11201467752247°E                                                     |                                            |                         | Modifica les dades a Wikidata |
|        | el Puig                              | Muntanyola | masia        |                                          | 41° 52′ 22″ N, 2° 12′ 41″ E / 41.8727529928201°N,2.21126935654154°E                                                     |                                            |                         | Modifica les dades a Wikidata |
|        | el Seguerell                         | Muntanyola | masia        |                                          | 41° 53′ 01″ N, 2° 11′ 16″ E / 41.883479285918°N,2.18789997223921°E                                                      |                                            |                         | Modifica les dades a Wikidata |
|        | el Vilar                             | Muntanyola | masia        | Estil: arquitectura popular              | 41° 53′ 03″ N, 2° 12′ 56″ E / 41.8841764624886°N,2.21563660476273°E 41° 53′ 02″ N, 2° 12′ 56″ E / 41.883875°N,2.21545°E | bé integrant del patrimoni cultural català |                         | Modifica les dades a Wikidata |
|        | l'Aliberc de Baix                    | Muntanyola | masia        |                                          | 41° 54′ 00″ N, 2° 11′ 02″ E / 41.900028577232°N,2.1839092872706°E                                                       |                                            |                         | Modifica les dades a Wikidata |
|        | l'Aliberc de Dalt                    | Muntanyola | masia        |                                          | 41° 53′ 55″ N, 2° 11′ 08″ E / 41.898684284286°N,2.18558558189491°E ca:Zona de l'Aliberch                                |                                            |                         | Modifica les dades a Wikidata |
|        | l'Arissa                             | Muntanyola | masia        |                                          | 41° 53′ 48″ N, 2° 10′ 40″ E / 41.8966560674837°N,2.17776347972121°E ca:Castell de Muntanyola                            |                                            |                         | Modifica les dades a Wikidata |
|        | la Casa Nova de Pere-riera           | Muntanyola | masia        |                                          | 41° 56′ 08″ N, 2° 07′ 02″ E / 41.935560798589°N,2.1171137596893°E                                                       |                                            |                         | Modifica les dades a Wikidata |
|        | la Casa Nova de la Vall              | Muntanyola | masia        |                                          | 41° 52′ 19″ N, 2° 08′ 12″ E / 41.8719729009556°N,2.136626342172°E                                                       |                                            |                         | Modifica les dades a Wikidata |
|        | la Franquesa                         | Muntanyola | masia        |                                          | 41° 52′ 41″ N, 2° 12′ 22″ E / 41.8780768586883°N,2.20616631652083°E ca:Múnter                                           |                                            |                         | Modifica les dades a Wikidata |
|        | la Fàbrega                           | Muntanyola | masia        | Estil: arquitectura popular              | 41° 52′ 38″ N, 2° 12′ 25″ E / 41.877287°N,2.206974°E ca:Múnter                                                          | bé integrant del patrimoni cultural català |                         | Modifica les dades a Wikidata |
|        | la Muntada                           | Muntanyola | masia        | Estil: arquitectura popular              | 41° 58′ 09″ N, 2° 07′ 50″ E / 41.969078°N,2.130577°E ca:Quadra de la Muntada                                            | bé integrant del patrimoni cultural català |                         | Modifica les dades a Wikidata |
|        | la Riera                             | Muntanyola | masia        | Estil: arquitectura popular              | 41° 53′ 11″ N, 2° 10′ 18″ E / 41.886252°N,2.171693°E ca:El Castell de Muntanyola 647 msnm                               | bé integrant del patrimoni cultural català |                         | Modifica les dades a Wikidata |
|        | la Roca                              | Muntanyola | masia        | Estil: arquitectura popular              | 41° 53′ 04″ N, 2° 10′ 03″ E / 41.884538°N,2.167617°E ca:El Castell de Muntanyola                                        | bé integrant del patrimoni cultural català |                         | Modifica les dades a Wikidata |
|        | la Rocassa                           | Muntanyola | masia        |                                          | 41° 52′ 33″ N, 2° 13′ 18″ E / 41.8758407988148°N,2.22160747506299°E ca:Múnter                                           |                                            |                         | Modifica les dades a Wikidata |
|        | la Serra                             | Muntanyola | masia        | Estil: arquitectura popular              | 41° 52′ 57″ N, 2° 12′ 58″ E / 41.882492°N,2.215998°E ca:Múnter                                                          | bé integrant del patrimoni cultural català |                         | Modifica les dades a Wikidata |
|        | la Vall                              | Muntanyola | masia        |                                          | 41° 52′ 06″ N, 2° 08′ 43″ E / 41.8684620178663°N,2.14528918672348°E ca:Zona de la Vall                                  |                                            |                         | Modifica les dades a Wikidata |
|        | les Carreres                         | Muntanyola | masia        |                                          | 41° 53′ 14″ N, 2° 08′ 52″ E / 41.887157812478°N,2.147913533341°E ca:Zona de Puigcimós                                   |                                            |                         | Modifica les dades a Wikidata |
|        | les Comes                            | Muntanyola | masia        |                                          | 41° 54′ 19″ N, 2° 11′ 39″ E / 41.9053282543357°N,2.19409759999662°E ca:Zona de les Comes                                |                                            |                         | Modifica les dades a Wikidata |
|        | les Eres                             | Muntanyola | masia        |                                          | 41° 52′ 48″ N, 2° 12′ 48″ E / 41.880116196212°N,2.21326380927589°E ca:Múnter                                            |                                            |                         | Modifica les dades a Wikidata |
|        | les Oliveres                         | Muntanyola | masia        |                                          | 41° 55′ 09″ N, 2° 05′ 36″ E / 41.919162750418°N,2.0932214502591°E                                                       |                                            |                         | Modifica les dades a Wikidata |

## molí d'aigua
| imatge | Nom                | Ubicat a   | instància de | Detalls                     | coordenades                                                                   | Protecció                                  | Commons (més fotos) | Dades a WD                    |
| ------ | ------------------ | ---------- | ------------ | --------------------------- | ----------------------------------------------------------------------------- | ------------------------------------------ | ------------------- | ----------------------------- |
|        | Molí de Puigcarbó  | Muntanyola | molí d'aigua | Estil: arquitectura popular | 41° 52′ 14″ N, 2° 09′ 04″ E / 41.870649°N,2.151177°E ca:Zona de la Vall       | bé integrant del patrimoni cultural català |                     | Modifica les dades a Wikidata |
|        | Molí de l'Aliberch | Muntanyola | molí d'aigua |                             | 41° 53′ 57″ N, 2° 11′ 03″ E / 41.89911°N,2.18417°E ca:Mas Aliberch de Baix.   |                                            |                     | Modifica les dades a Wikidata |
|        | Molí de la Roca    | Muntanyola | molí d'aigua | Estil: arquitectura popular | 41° 53′ 04″ N, 2° 10′ 19″ E / 41.884472°N,2.171845°E ca:Castell de Muntanyola | bé integrant del patrimoni cultural català |                     | Modifica les dades a Wikidata |

## muntanya
| imatge | Nom                   | Ubicat a         | instància de | Detalls | coordenades | Protecció | Commons (més fotos) | Dades a WD                    |
| ------ | --------------------- | ---------------- | ------------ | ------- | --- | --------- | ------------------- | ----------------------------- |
|        | Puig Espeltós         | Muntanyola       | muntanya     |         | 41° 51′ 44″ N, 2° 08′ 05″ E / 41.8622°N,2.13468°E 1011 msnm                                                         |           |                     | Modifica les dades a Wikidata |
|        | Puig Seguerell        | Muntanyola       | muntanya     |         | 41° 52′ 51″ N, 2° 11′ 02″ E / 41.88082778°N,2.18389583°E 833 msnm                                                   |           |                     | Modifica les dades a Wikidata |
|        | Puig de la Caseta     | Muntanyola       | muntanya     |         | 41° 53′ 58″ N, 2° 08′ 38″ E / 41.89934444°N,2.14375833°E 951 msnm                                                   |           |                     | Modifica les dades a Wikidata |
|        | Puigcimós             | Muntanyola       | muntanya     |         | 41° 53′ 27″ N, 2° 09′ 16″ E / 41.89081667°N,2.15430556°E 918 msnm                                                   |           |                     | Modifica les dades a Wikidata |
|        | Serrat de Puigsaurina | Muntanyola       | muntanya     |         | 41° 52′ 17″ N, 2° 09′ 48″ E / 41.87134722°N,2.16346111°E ca:El Castell de Muntanyola-Urbanització Sobirana 893 msnm |           |                     | Modifica les dades a Wikidata |
|        | Serrat del Vilar      | Muntanyola Malla | muntanya     |         | 41° 53′ 21″ N, 2° 12′ 35″ E / 41.889089°N,2.209789°E 823 msnm                                                       |           |                     | Modifica les dades a Wikidata |

## pou
| imatge | Nom            | Ubicat a   | instància de              | Detalls | coordenades                                                                | Protecció | Commons (més fotos) | Dades a WD                    |
| ------ | -------------- | ---------- | ------------------------- | ------- | -------------------------------------------------------------------------- | --------- | ------------------- | ----------------------------- |
|        | Pou del Dalmau | Muntanyola | pou element arquitectònic |         | 41° 53′ 58″ N, 2° 10′ 30″ E / 41.8995°N,2.17507°E ca:Castell de Muntanyola |           |                     | Modifica les dades a Wikidata |
|        | Pou del Fabré  | Muntanyola | pou element arquitectònic |         | 41° 52′ 25″ N, 2° 13′ 31″ E / 41.87359°N,2.22514°E ca:Múnter               |           |                     | Modifica les dades a Wikidata |

## rectoria
| imatge | Nom                                    | Ubicat a   | instància de | Detalls                     | coordenades                                                  | Protecció                                  | Commons (més fotos)                    | Dades a WD                    |
| ------ | -------------------------------------- | ---------- | ------------ | --------------------------- | ------------------------------------------------------------ | ------------------------------------------ | -------------------------------------- | ----------------------------- |
|        | Rectoria de Sant Esteve de Múnter      | Muntanyola | rectoria     | Estil: arquitectura popular | 41° 52′ 42″ N, 2° 12′ 46″ E / 41.87839°N,2.21285°E ca:Múnter | bé integrant del patrimoni cultural català | Rectoria de Sant Esteve de Múnter      | Modifica les dades a Wikidata |
|        | Rectoria de Sant Quirze i Santa Julita | Muntanyola | rectoria     | Estil: arquitectura popular | 41° 52′ 42″ N, 2° 10′ 39″ E / 41.878268°N,2.177496°E         | bé integrant del patrimoni cultural català | Rectoria de Sant Quirze i Santa Julita | Modifica les dades a Wikidata |

## serra
| imatge | Nom                             | Ubicat a                                 | instància de | Detalls | coordenades                                                         | Protecció | Commons (més fotos) | Dades a WD                    |
| ------ | ------------------------------- | ---------------------------------------- | ------------ | ------- | ------------------------------------------------------------------- | --------- | ------------------- | ----------------------------- |
|        | Serra de Sant Salvador          | Sant Bartomeu del Grau Oristà Muntanyola | serra        |         | 41° 57′ 07″ N, 2° 08′ 09″ E / 41.951854°N,2.135767°E 853 msnm       |           |                     | Modifica les dades a Wikidata |
|        | Serrat Gran de Postius          | Muntanyola                               | serra        |         | 41° 52′ 52″ N, 2° 08′ 30″ E / 41.88112222°N,2.14173889°E 969 msnm   |           |                     | Modifica les dades a Wikidata |
|        | Serrat de la Minyona            | Muntanyola Santa Eulàlia de Riuprimer    | serra        |         | 41° 53′ 55″ N, 2° 09′ 28″ E / 41.898544°N,2.157679°E 876 msnm       |           |                     | Modifica les dades a Wikidata |
|        | Serrat de la Solana del Castell | Muntanyola l'Estany                      | serra        |         | 41° 52′ 53″ N, 2° 07′ 26″ E / 41.881274°N,2.124027°E 900 msnm       |           |                     | Modifica les dades a Wikidata |
|        | Serrat de les Comunes           | Muntanyola Santa Eulàlia de Riuprimer    | serra        |         | 41° 53′ 57″ N, 2° 11′ 28″ E / 41.8993°N,2.19108°E 730 msnm          |           |                     | Modifica les dades a Wikidata |
|        | Serrat dels Dacs                | Muntanyola                               | serra        |         | 41° 52′ 44″ N, 2° 09′ 03″ E / 41.878934°N,2.150938°E 853 msnm       |           |                     | Modifica les dades a Wikidata |
|        | Serrat dels Lladres             | Muntanyola                               | serra        |         | 41° 56′ 23″ N, 2° 07′ 53″ E / 41.93968889°N,2.13138889°E 771 msnm   |           |                     | Modifica les dades a Wikidata |
|        | serrat de Font Joana            | Collsuspina Muntanyola Tona              | serra        |         | 41° 51′ 54″ N, 2° 11′ 29″ E / 41.86510833°N,2.19138333°E 927.7 msnm |           |                     | Modifica les dades a Wikidata |

## Misc
| imatge | Nom                             | Ubicat a                          | instància de                                           | Detalls                     | coordenades                                                                                               | Protecció                                  | Commons (més fotos)      | Dades a WD                    |
| ------ | ------------------------------- | --------------------------------- | ------------------------------------------------------ | --------------------------- | --- | ------------------------------------------ | ------------------------ | ----------------------------- |
|        | Bassa del Molí de l'Aliberch    | Muntanyola                        | bassa                                                  |                             | 41° 53′ 56″ N, 2° 11′ 03″ E / 41.89889°N,2.1842°E ca:Mas Aliberch de baix.                                |                                            |                          | Modifica les dades a Wikidata |
|        | Fontanelles                     | Muntanyola                        | nucli d'entitat singular de població nucli de població | 532 hab                     | 41° 52′ 02″ N, 2° 11′ 08″ E / 41.86713901°N,2.18552144°E 885 msnm                                         |                                            |                          | Modifica les dades a Wikidata |
|        | Mare de Déu del Pi              | Muntanyola                        | obra escultòrica element arquitectònic                 | 20th century                | 41° 53′ 55″ N, 2° 10′ 32″ E / 41.89865°N,2.17557°E ca:El Castell de Muntanyola                            |                                            |                          | Modifica les dades a Wikidata |
|        | Pont de l'Aliberch              | Muntanyola                        | pont                                                   | Estat: bon estat            | 41° 54′ 03″ N, 2° 11′ 02″ E / 41.90093°N,2.18391°E ca:Muntanyola                                          |                                            |                          | Modifica les dades a Wikidata |
|        | Quadra de Caraüll               | Muntanyola                        | quadra ens local històric de Catalunya                 |                             | 41° 55′ 15″ N, 2° 05′ 53″ E / 41.9209441444866°N,2.09818358249148°E                                       |                                            |                          | Modifica les dades a Wikidata |
|        | Rajoleria el Dalmau             | Muntanyola                        | teuleria                                               | Estil: arquitectura popular | 41° 53′ 59″ N, 2° 10′ 28″ E / 41.89973°N,2.174373°E ca:El Castell de Muntanyola                           | bé integrant del patrimoni cultural català |                          | Modifica les dades a Wikidata |
|        | Rec de l'Aliberch               | Muntanyola                        | séquia element arquitectònic                           |                             | 41° 54′ 00″ N, 2° 11′ 09″ E / 41.90002°N,2.18579°E ca:Muntanyola                                          |                                            |                          | Modifica les dades a Wikidata |
|        | camí de Postius                 | l'Estany Muntanyola               | camí                                                   |                             | 41° 52′ 42″ N, 2° 07′ 14″ E / 41.878259°N,2.120551°E 41° 53′ 01″ N, 2° 07′ 57″ E / 41.883479°N,2.132399°E |                                            |                          | Modifica les dades a Wikidata |
|        | casa consistorial de Muntanyola | Muntanyola                        | casa consistorial                                      |                             | 41° 52′ 46″ N, 2° 10′ 43″ E / 41.87946515616777°N,2.178544172234082°E                                     |                                            | Ajuntament de Muntanyola | Modifica les dades a Wikidata |
|        | creu de Comelles                | Muntanyola                        | creu de terme                                          |                             | 41° 52′ 19″ N, 2° 13′ 21″ E / 41.87204°N,2.22245°E ca:Múnter                                              |                                            |                          | Modifica les dades a Wikidata |
|        | el Sot de l'Om                  | Muntanyola                        | element arquitectònic                                  |                             | 41° 53′ 30″ N, 2° 11′ 07″ E / 41.89163°N,2.18517°E ca:Zona del Vilardell                                  |                                            |                          | Modifica les dades a Wikidata |
|        | túnel de Fontfreda              | Sant Bartomeu del Grau Muntanyola | túnel                                                  | Hi passa: Eix Transversal   | 41° 55′ 04″ N, 2° 08′ 14″ E / 41.9177137320306°N,2.13725213641301°E                                       |                                            |                          | Modifica les dades a Wikidata |